# 喬姆基諾區

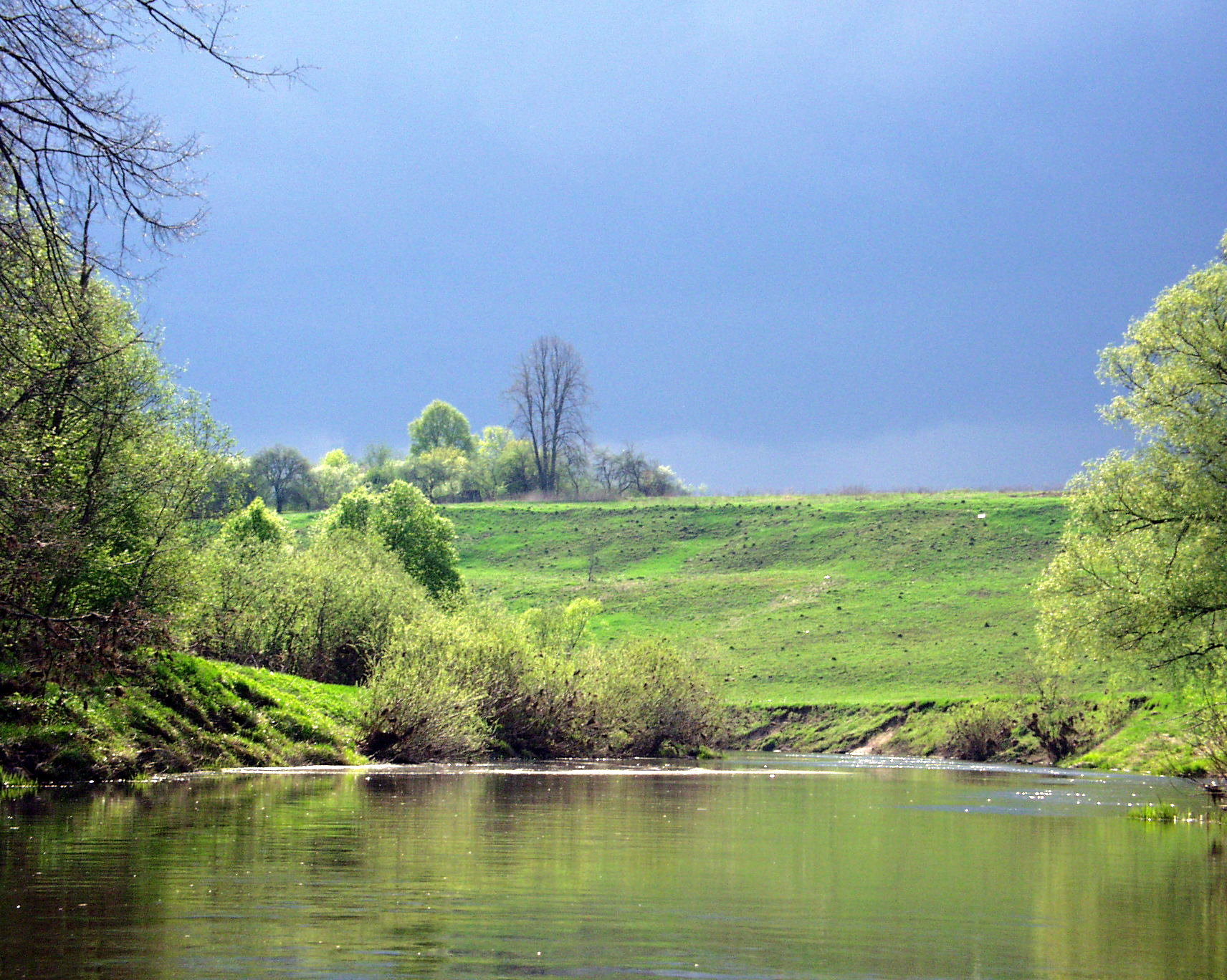

55°04′39″N 35°00′43″E / 55.07750°N 35.01194°E
喬姆基諾區（俄语：Тёмкинский райо́н）是俄羅斯的一個區，位於該國西部，由斯摩棱斯克州負責管轄，面積1,324.2平方公里，2010年人口6,348，人口密度每平方公里4.79人。